# Élections fédérales australiennes de 1983
Des élections législatives et sénatoriales fédérales se tiennent le 5 mars 1983 en Australie afin de renouveler les 125 sièges de la Chambre des représentants et les 64 sièges du Sénat à la suite d'une double dissolution